# Magicienii din Waverly Place - Sezonul 2
Al doilea sezon al serialului Magicienii din Waverly Place a rulat pe Disney Channel Statele Unite din 12 septembrie 2008 până pe 21 august 2009.
Acest sezon ne reintroduce în lumea fraților Russo, Alex, Justin și Max, împreună cu părinții lor, Jerry și Theresa și Harper Finkle, cea mai bună prietenă a lui Alex.

## Sinopsis
Alex și Justin au noi interese în dragoste. Alex este îndrăgostită de Dean pe tot parcursul sezonului, în timp ce Justin se îndrăgostește de o adolescentă vampir, Juliet, pe parcursul ultimelor episoade ale sezonului. Acest sezon include de asemenea un crossover a trei seriale Magicienii din Waverly Place, O viață minunată pe punte și Hannah Montana care se întâlnesc în evenimentul Magicienii pe punte cu Hannah Montana care a avut premierea pe 17 iulie 2009 în Statele Unite ale Americii și pe 10 octombrie 2010 în România. 
Pentru mai multe informații, vezi și Lista episoadelor din Magicienii din Waverly Place.
- Selena Gomez și David Henrie apar în toate episoadele.
- Jake T. Austin este absent într-un singur episod.
- Jennifer Stone este absentă în 3 episoade.
- David DeLuise este absent în 5 episoade.
- Maria Canals Barrera este absentă în 7 episoade.
- Acest sezon conține 30 de episoade.

## Episoade
Notă: Ordinea următoarelor episoade este scrisă în funcție de ordinea difuzării din Statele Unite ale Americii, care are mici diferențe față de ordinea difuzării din România.
| # Serial | # Sezon | Titlu | Regizat de      | Scris de                    | Premieră originală | Premieră, România  | Cod |
| --- | ------- | --- | --------------- | --------------------------- | ------------------ | ------------------ | --- |
| 22 | 1       | „Pantaloni deștepți” „Smarty Pants” | Victor Gonzalez | Todd J. Greenwald           | 12 septembrie 2008 | 15 mai 2010        | 201 |
| Alex e nerăbdătoare să ajute pentru concursul de cultură generală pentru a-i atrage atenția lui Dean. Dar Alex cauzează un accident care o scoate pe o concurentă din concurs, astfel Alex trebuie să îi ia locul. Pentru a ajuta echipa în concurs Alex poartă "Pantalonii Deștepți", care îi fac pe purtător să șite orice. Totuși această cultură nemaipomenită îi strică prietenia cu Harper, care spera ca prin concurs să fie mai bine privită. Pentru a nu mai răspunde incontrolabil, Alex dă jos pantalonii, dar are parte de unele efecte secundare neplăcute. Obiecte magice: Pantalonii deștepți: dau utilizatorului cunoștințe nemărginite. Cămașa de viteză: dă utilizatorului viteză supersonică. Pălăria de noapte: determină utilizatorul să adoarmă instantaneu. Invitați speciali: Daniel Samonas ca Dean Moriarty, Andy Pessoa ca Alfred, Bill Chott ca Dl. Laritate, Dan Benson ca Zeke. Absent: David DeLuise ca Jerry Russo. |         | |                 |                             |                    |                    |     |
| 23 | 2       | „Ai grijă la lup” „Beware Wolf” | Victor Gonzalez | Vince Cheung Ben Montanio   | 21 septembrie 2008 | 16 mai 2010        | 202 |
| Justin întâlnește o fată numită Isabella pe Wizface în ciuda interdicției Theresei. Alex devine suspicioasă, crezând că Isabella nu este cine pare a fi. După ce au primul sărut, Justin își dă seama că Isabella este de fapt un vârcolac și că a devenit și el unul. Între timp, Max și Alfed încep o afacere cu căței pentru a câștiga bani. Notă: WizFace este o parodie a rețelelor sociale Facebook și MySpace. Invitați speciali: Sarah Ramos ca Isabella, Andy Pessoa ca Alfred. Absentă: Jennifer Stone ca Harper Frinkle. |         | |                 |                             |                    |                    |     |
| 24 | 3       | „Jurnalul” „Graphic Novel” | Mark Cendrowski | Gigi McCreery Perry Rein    | 5 mai 2010         | 22 mai 2010        | 203 |
| După ce Gigi fură Jurnalul lui Alex, Justin și Max o transpotă pe Gigi în jurnal. Gigi descoperă că Alex trăiește în jurnal precum o prințesă. Frații încearcă să o țină departe pe Gigi de a afla secretele lui Alex și să spună tuturor că Alex este o magiciană. Vrăji: Literrarium Trărio - teleportează pe utilizatorul într-o carte. Invitați speciali: Daniel Samonas ca Dean Moriarty, Skyler Samuels ca Gigi. Absenți: David DeLuise ca Jerry Russo și Maria Canals Barrera ca Theresa Russo. |         | |                 |                             |                    |                    |     |
| 25 | 4       | „Întrecerea” „Racing” | Victor Gonzalez | Justine Bateman             | 12 octombrie 2008  | 23 mai 2010        | 204 |
| Alex e îndrăgostită de Dean. Pentru a-i atrage atenția, îl întreabă dacă vrea să repare mașina veche a lui Jerry. Dean nu numai că repară mașina dar și intră în concurs cu ea. Alex e nemulțumită, și folosește un produs cumpărat de Max pentru a se teleporta în mașină în timpul întrecerii. Obiecte magice: Lumănarea cu paste: citește gândurile oricui. Metrul de transport: teleportează utilizatorul la distanță de un metru. Invitați speciali: Daniel Samonas ca Dean Moriarty, Dan Benson ca Zeke. |         | |                 |                             |                    |                    |     |
| 26 | 5       | „Fratele lui Alex, Maximan” „Alex's Brother, Maximan” | Victor Gonzalez | Matt Goldman                | 19 octombrie 2008  | 29 mai 2010        | 205 |
| Alex merge la prima ei întâlnire cu Dean Moriarty la parcul de role, în timp ce Justin construiește un robot pentru Olimpiada Roboților. După ce află de la Jerry că un hoț fură brioșe din tot orașul, Max își face un costum de supererou și promite că va opri hoțul. După ce Justin află, este îngrijorat că fratele lui este în pericol așa că o ia pe Alex de la parcul de role și cere ajutor. Alex nu vrea să plece de la întâlnirea cu Dean, dar familia ei este mai importantă, dar în final copii află că "hoțul" era doar un plan de-al lui Jerry de a îi face pe Justin, Alex și Max să lucreze împreună și să realizeze cât de importantă este familia. Invitat special: Daniel Samonas ca Dean Moriarty. Vrăji: Eliminație gravitație - elimină gravitația. Săpun pe frânghie, săpun jos de pe frânghie, sari din mâna mea, frânghie, leagă-l pe omul acela ! - leagă o victimă. |         | |                 |                             |                    |                    |     |
| 27 | 6       | „Salvând WizTech Partea I” „Saving WizTech Part I” | Bob Berlinger   | Peter Murrieta              | 26 octombrie 2008  | 18 septembrie 2010 | 208 |
| WizTech este forțată să se închidă pentru că un vrăjitor malefic a infestat-o cu mingi de plastic, asupra cărora magia nu are niciun efect. Profesorul Crumbs îl roagă pe Jerry să aibă grijă de câțiva elevi din WizTech până când se rezolvă problema, dar unul dintre ei este malefic: Ronald Longcape Jr care încearcă să îi câștige inima lui Alex. Acesta îl închide pe Dean, iubitul lui Alex, într-o cupă de jeleu și apoi se transformă în Dean și se desparte de Alex. Între timp, Justin salvează WizTech cu ajutorul Companiei 'Lumea Vrăjitorilor' care acceptă să strângă bilele doar dacă au voie să pună reclame peste tot, și să se joace în bile. Vrăji: La bine și la grele, redu omul acesta la tăcere - creează un fulger. Tac-tic, tic-tac, treci în gelatină imediat - Închide o victimă într-o gelatină. Invitați speciali: Daniel Samonas ca Dean Moriarty, Ian Abercrombie ca Professor Crumbs, Josh Sussman ca Hugh Normus, Chad Duell ca Ronald Longcape, Jr. și Maurice Godin ca Ronald Longcape, Sr. |         | |                 |                             |                    |                    |     |
| 28 | 7       | „Salvând WizTech Partea II” „Saving WizTech Part II” | Bob Berlinger   | Peter Murrieta              | 26 octombrie 2008  | 19 septembrie 2010 | 209 |
| La sosirea la WizTech lucrurile încep să o ia razna. Ronald începe să vorbească numai cu subânțelesuri, vrăjile merg prost și toate cursurile de magie sunt înlocuite cu scurte cursuri de cumpărare a produselor de la WizWorld Industries. Ronald îl ține închis pe Dean în gelatină, într-un frigider de la magazinul tatăului său. Acesta încearcă să o ducă pe Alex în Turnul Răului pentru a o face malefică. Între timp, Justin încearcă să își dea seama ce se întâmplă cu orele de curs de la WizTech. Acesta aude din greșală că Alex se duce în Turnul Răului dar Profesorul Firmituri îl asigură că Alex nu este în pericol atâta timp cât nu merge acolo cu Ronald, exact persoana cu care aceasta intrase în Turn. Profesorul Firmituri le spune lui Justin și lui Max să se ducă în Turnul Răului înainte să fie prea târziu. Între timp, Profesorul Firmituri începe să fure tricouri de la magazinului tatălui lui Ronald și găsește o plăcuță ciudată de lemn (un cadou de la Dean pentru Alex.) Când Justin și Max ajung în Turn, Alex și Ronald sunt deja malefici. Profesorul Firmituri le spune că vraja răului poate fi înlocuită dacă unul dintre cei doi este îndrăgostit de cineva. Alex realizează cât de mult îl iubește pe Dean, iar Justin reușește să îl salveze din gelatina în care era ținut de tatăl lui Ronald. Vrăji: Perne pentru picioare - Vrajă folosită de Justin pentru a se teleporta din Turnul Răului. Invitați speciali: Daniel Samonas ca Dean Moriarty, Ian Abercrombie ca Professor Crumbs, Josh Sussman ca Hugh Normus, Chad Duell ca Ronald Longcape, Jr. și Maurice Godin ca Ronald Longcape, Sr. Absenți: Jennifer Stone ca Harper Finkle, Maria Canals Barrera ca Theresa Russo și David DeLuise ca Jerry Russo. |         | |                 |                             |                    |                    |     |
| 29 | 8       | „Harper știe” „Harper Knows” | Victor Gonzalez | Gigi McCreery Perry Rein    | 23 noiembrie 2008  | 16 octombrie 2010  | 206 |
| Familia Russo merge la întâlnirea națională PopCon, o convenție cu personaje din benzi desenate și filme de acțiune. Aceștia au fost trimiși de poliția vrăjitorilor să supravegheze probabila folosire ilegală a magiei la convenția PopCon, dar Alex a venit să o supravegheze pe Harper - este ziua lui Harper, iar Alex a mințit-o că nu poate veni cu ea la PopCon. Harper află după scurt timp că Alex se afla deja acolo, susținând că prietenia lor s-a terminat pentru că Alex mereu ține secrete față de ea. După un fiasco constând în furarea unui costum vrăjit, Alex crede că este timpul să îi spună lui Harper adevărul: că este un magician. Vrăji: Exactorum Replicorum - dă abilitatea utilizatorului de a-și schimba costumația. Invitați speciali: Josh Sussman ca Hugh Normous, Michael A. Shepperd ca Ofițerul Lamp, Brian Scolaro ca Goblinul, Lee Meriwether ca Diva războinică.< |         | |                 |                             |                    |                    |     |
| 30 | 9       | „Dansul taxiului” „Taxi Dance” | Mark Cendrowski | Peter Murrieta              | 7 decembrie 2008   | 24 octombrie 2010  | 207 |
| Când Mașina 804, taxiul în care s-a născut este scoasă din funcțiune, Alex o repară cu magie pentru a îi face pe membrii familiei ei să nu mai fie supărați și să se gândească cu fericire la momentul nașterii sale. Fără intenție, Alex aduce taxiul la viață și când taxiul decide să rămână alături de Alex tot timpul, aceasta o urmărește peste tot, ajungând până în punctul de a sparge geamul din locuința familiei Russo pentru a ajunge la ea. Surpinzător, Jerry și Theresa nu sunt absolut deloc supărați pe Alex atunci când își explică intențiile, iar Mașina 804 decide să plece și să o lase în pace. La urma urmelor, Alex are deja o familie care să aibă grijă de ea. Vrăji: Nu suport ca această mașină fără piese, fă tot ce trebuie să funcționeze - aduce o mașină la viață. Invitați speciali: John Capodice ca "Unchiul" Al. |         | |                 |                             |                    |                    |     |
| 31 | 10      | „Bebelușul Cupidon” „Baby Cupid” | Bob Berlinger   | Vince Cheung Ben Montanio   | 14 decembrie 2008  | VFA                | 210 |
| Descrierea se va adauga după ce are loc premiera în România, pentru a nu dezvălui detalii ce pot dăuna audienței / profitului postului TV. |         | |                 |                             |                    |                    |     |
| 32 | 11      | „Planul B” „Make It Happen” | Bob Koherr      | Justin Varava               | 1 ianuarie 2009    | 30 mai 2010        | 211 |
| Jerry îi îndeamnă pe copii să își aleagă o carieră alternativă în caz că nu devin magicieni. Acesta este dezamăgit să afle că Max vrea să devină un magician de scenă, iar Alex și Justin să formeze o trupă de rock alternativ. Se decide ca Alex și Justin să își păstreze planul B, doar dacă reușesc să țină un concert în fața unei mulțimi de proporții la magazinul familiei. Formația are un succes imediat însă sunt cu toții dezamăgiți să afle că Max a folosit un public fals. La sfâșitul episodului, Alex acceptă să îl lase pe tatăl ei să își trăiască vechiul său vis, acela de a deveni un călăreț de tauri, doar că situația devine atât de jenantă încât decid de comun acord să nu mai vorbească niciodată despre acest subiect. Notă: În Statele Unite ale Americii, acest episod a apărut la miezul nopții, pe data de 1 ianuarie 2009. Din această cauză, în statele centrale și montane a apărut pe data de 31 decembrie 2008 la ora 23. Invitați speciali: Fred Willard ca Dl. Stuffleby Absentă: Jennifer Stone ca Harper Frinkle. |         | |                 |                             |                    |                    |     |
| 33 | 12      | „E doar o poveste de adormit copii” „Fairy Tale” | Bob Koherr      | Gigi McCreery Perry Rein    | 25 ianuarie 2009   | VFA                | 213 |
| Descrierea se va adauga după ce are loc premiera în România, pentru a nu dezvălui detalii ce pot dăuna audienței / profitului postului TV. |         | |                 |                             |                    |                    |     |
| 34 | 13      | „Săptămâna modei” „Fashion Week” | Victor Gonzalez | Todd J. Greenwald           | 15 februarie 2009  | VFA                | 215 |
| Descrierea se va adauga după ce are loc premiera în România, pentru a nu dezvălui detalii ce pot dăuna audienței / profitului postului TV. |         | |                 |                             |                    |                    |     |
| 35 | 14      | „Mână de ajutor” „Helping Hand” | Bob Koherr      | Jay Baxter Shaun Zaken      | 16 februarie 2009  | VFA                | 217 |
| Descrierea se va adauga după ce are loc premiera în România, pentru a nu dezvălui detalii ce pot dăuna audienței / profitului postului TV. |         | |                 |                             |                    |                    |     |
| 36 | 15      | „Profesorul de artă” „Art Teacher” | Victor Gonzalez | Tood J. Greenwald           | 1 martie 2009      | VFA                | 214 |
| Descrierea se va adauga după ce are loc premiera în România, pentru a nu dezvălui detalii ce pot dăuna audienței / profitului postului TV. |         | |                 |                             |                    |                    |     |
| 37 | 16      | „Harper din viitor” „Future Harper” | Bob Koherr      | Matt Goldman Peter Murrieta | 15 martie 2009     | 23 octombrie 2010  | 212 |
| Alex, Justin și Max descoperă că o scriitoare faimoasă se folosește de viețile lor de magicieni pentru a scrie o colecție de cărți. Așadar, magicienii rămân șocați să afle că scriitoarea este chiar Harper din viitor. Aceasta a călătorit în timp pentru a scrie, deoarece în viitor secretul vrăjitorilor va fi cunoscut de toată lumea. Alex este dezamăgită să afle că Harper a scris cărți despre magicieni fără permisiunea ei. Însă Harper din viitor îi spune lui Justin să o convingă pe Alex să îi dea permisiunea lui Harper să scrie cărțile. La sfârșitul episodului, Selena Gomez și Rob Reiner, discută în mod comic despre importanța cititului. Vrăji: M-am săturat de foc și lavă, transformă totul în zăpadă! - transformă lava în zăpadă. Obiecte magice: Fac pipi-ul - teleportează utilizatorul. Invitat super-special: Rob Reiner ca el însuși. Invitați speciali: Rachel Dratch ca Harper din viitor. Absenți: David DeLuise ca Jerry Russo și Maria Canals Barrera ca Theresa Russo. Note: Harper din viitor dezvăluie că Alex va forma un cuplu împreună cu un băiat pe nume Mason, când aceasta o întreabă "S-a despărțit Mason de tine?". Acest lucru este demonstat într-un episod viitor al sezonului trei Nu riști, nu câștigi. Harper din viitor dezvălui că secretul vrăjitorilor va fi aflat de toată lumea în viitor, lucru demonstrat într-un episod viitor al sezonului trei Magicieni expuși. |         | |                 |                             |                    |                    |     |
| 38 | 17      | „Alex o duce bine” „Alex Does Good” | Guy Distad      | Vince Choung Ben Montanio   | 5 Aprile, 2009     | VFA                | 219 |
| Descrierea se va adauga după ce are loc premiera în România, pentru a nu dezvălui detalii ce pot dăuna audienței / profitului postului TV. |         | |                 |                             |                    |                    |     |
| 39 | 18      | „Hugh nu este enorm” „Hugh's Not Normous” | Ken Ceizler     | Justin Varava               | 12 Aprile, 2009    | VFA                | 216 |
| Descrierea se va adauga după ce are loc premiera în România, pentru a nu dezvălui detalii ce pot dăuna audienței / profitului postului TV. |         | |                 |                             |                    |                    |     |
| 40 | 19      | „Să nu plouă la parada lui Justin” „Don't Rain On Justin's Parade - Earth”                                                                                   | Bob Koherr      | Richard Goodman             | 19 Aprile, 2009    | VFA                | 227 |
| Descrierea se va adauga după ce are loc premiera în România, pentru a nu dezvălui detalii ce pot dăuna audienței / profitului postului TV. |         | |                 |                             |                    |                    |     |
| 41 | 20      | „Noapte jocurilor în familie” „Family Game Night” | Bob Koherr      | Gigi McCreery Perry Rein    | 26 Aprile, 2009    | VFA                | 218 |
| Descrierea se va adauga după ce are loc premiera în România, pentru a nu dezvălui detalii ce pot dăuna audienței / profitului postului TV. |         | |                 |                             |                    |                    |     |
| 42 | 21      | „Noua prietenă a lui Justin” „Justin's New Girlfriend” | Victor Gonzalez | Richard Goodman             | 2 mai 2009         | VFA                | 221 |
| Descrierea se va adauga după ce are loc premiera în România, pentru a nu dezvălui detalii ce pot dăuna audienței / profitului postului TV. |         | |                 |                             |                    |                    |     |
| 43 | 22      | „Tutorele meu, Tutor” „My Tutor, Tutor” | David DeLuise   | Vince Choung Ben Montanio   | 29 mai 2009        | VFA                | 226 |
| Descrierea se va adauga după ce are loc premiera în România, pentru a nu dezvălui detalii ce pot dăuna audienței / profitului postului TV. |         | |                 |                             |                    |                    |     |
| 44 | 23      | „Comitetul de arte” „Paint by Committee” | Bob Koherr      | Peter Dirksen               | 26 iunie 2009      | VFA                | 229 |
| Descrierea se va adauga după ce are loc premiera în România, pentru a nu dezvălui detalii ce pot dăuna audienței / profitului postului TV. |         | |                 |                             |                    |                    |     |
| 45 | 24      | „Magician pentru o zi” „Wizard for a Day” | Bob Koherr      | Justin Varava               | 10 iulie 2009      | VFA                | 230 |
| Descrierea se va adauga după ce are loc premiera în România, pentru a nu dezvălui detalii ce pot dăuna audienței / profitului postului TV. |         | |                 |                             |                    |                    |     |
| 46 | 25      | „Îmbarcarea spre un alt serial Partea 1 din Magicienii pe punte cu Hannah Montana” „Cast Away To Another Show Part 1 of Wizards on Deck with Hannah Montana” | Victor Gonzalez | Peter Murrieta              | 17 iulie 2009      | 10 octombrie 2010  | 220 |
| Justin este încântat să o întâlnească pe London Tipton după ce câștigă un concurs de eseuri cu premiul fiind o croazieră la bordul vasului S.S. Tipton. Jerry și Theresa sunt de părere că Alex nu ar trebui să îl însoțească pe Justin din cauza celor 14 teme nefăcute. Până la urmă aceștia sunt de acord ca Alex și Max să vină pe vapor datorită faptului că au aflat despre școala vaporului. Imediat ce Alex se împrienește cu Bailey Pickett, lucrurile iau o întorsătură neașteptată când Alex o aduce pe Harper la bord. Aceasta minte pe toată lumea că numele este Ashley Olsen și îi convinge pe toți că Harper este Alex, pentru a chiuli de la cursurile de biologie marină. Între timp, Max și Zack Martin (care se îndrăgosteșe de Alex) concurează pe tema 'cine face cele mai aiurite chestii.' La sfârșitul episodului, domnul Moseby află despre adevărata identitea a lui Alex când Harper o strigă Harper, Max o strigă Alex și Bailey o strigă Ashley. Invitați speciali: Phill Lewis ca Marion Moseby, Debby Ryan ca Bailey Pickett, Cole Sprouse ca Cody Martin, Dylan Sprouse ca Zack Martin și Brenda Song ca London Tipton. Notă: Acest episod este prima parte a evenimentului de o oră numit "Magicienii pe punte cu Hannah Montana". |         | |                 |                             |                    |                    |     |
| 47 | 26      | „Magicienii vs. Vampirii din Waverly Place” „Wizards vs. Vampires on Waverly Place”                                                                          | Victor Gonzalez | Peter Murrieta              | 24 iulie 2009      | 25 octombrie 2010  | 223 |
| Când un nou magazin de sandvișuri se deschide în Waverly Place, "Mușcătura de noapte", Justin se îndrăgostește de fiica patronilor, Julieta. Dar când familia Russo află că aceștia sunt vampiri, amândoi părinți devin total împotriva unei posibile relații între Justin și Julieta. Între timp, Alex încearcă să scape de Max din cauza lucrurilor stupide pe care la spune mereu și încearcă să îl trimită la o tabără de sub apă pentru la vară. Dar planurile ei se spulberă când Justin le spune părinților că el și Julieta formează un cuplu. În final, părinții acceptă ca cei doi îndrăgostiți să fie împreună. Note: Acest episod a fost produs pentru o perioadă de difuzare de 38 de minute, dar a apărut pe micile ecrane cu o durată de doar 23 de minute, având câteva scene șterse. În episodul Harper din viitor, Harper din viitor susține că Justin va salva o fată pe nume Julieta. Invitați speciali: Bridgit Mendler ca Julieta Van Heusen, Anne Ramsay ca Cindy Van Heusen, JD Cullum ca Alucard Van Heusen. Co-invitați:Andrew Michael Davies ca Justin alternativ, Mary K. DeVault ca Mary, Jim Giordano ca Marvin. Punct de referință:Numele tatălui Julietei Alucard este varianta scrisă invers a lui Dracula. |         | |                 |                             |                    |                    |     |
| 48 | 27      | „Magicieni vs. Vampiri: Mușcături delicioase” „Wizards vs. Vampires: Tasty Bites”                                                                            | Mark Cendrowski | Justin Varvara              | 31 iulie 2009      | 26 octombrie 2010  | 224 |
| Când Julieta vine să ia cina la familia Russo, ea îi convinge pe membrii familiei Russo să mănâce sănătos. Supărate din cauza "sănătății", Alex și Harper merg să mănânce la Mușcătura de Noapte unde îi aud pe Cindy și Alucard vorbind despre cum vampirii tineri încearcă să îi facă pe oameni să mănânce sănătos înainte să le bea sângele delicios. Alex, speriată, îi spune lui Justin. După ce Justin reflectă asupra situației, Julieta spune că știe că părinții săi vor sî o muște pe Alex. Când Justin, Theresa și Jerry intervin, Max vine cu un parfum de dovleac, în timp ce Juliet le explică magicienilor că dovleacul este cea mai mare frică a vampirilor, mai mare decât usturoiul. Invitați special: Bridgit Mendler ca Julieta Van Heusen, Anne Ramsay ca Cindy Van Heusen, JD Cullum ca Alucard Van Heusen. |         | |                 |                             |                    |                    |     |
| 49 | 28      | „Magicieni vs. Vampiri: Întâlnirea visurilor” „Wizards vs. Vampires: Dream Date”                                                                             | Bob Koherr      | Gigi McCreery Perry Rein    | 7 august 2009      | 27 octombrie 2010  | 225 |
| Când Dean se mută, Alex decide să apară în visele sale. După câteva luni, acesta se întoarce. Când Alex merge la întâlnirea lor, Dean dă mai multă atenție arcadei decât ei, așa că Alex decide să se despartă de el. Ea se preface a fi nespălată, așa că Dean se desparte de ea, spunând că nu e mare lucru și că nu suferă. Alex se duce înapoi în visele lui să afle cum se simte Dean asupra situației. Între timp, Juliet îl roagă pe Justin să meargă cu ea în vacanță, dar el nu vrea să meargă și o minte. Invitați speciali: Bridgit Mendler ca Julieta Van Heusen, Daniel Samonas ca Dean Moriarty, David Boller ca Abe Lincoln și Amanda Tepe ca femeia care vinde Hot Dog. Absentă: Maria Canals Barrera ca Theresa Russo. Notă: Când Julieta vorbește cu Max, aceștia se află în lumina Soarelui, dar în episodul sezonului 3 O noapte la Lazerama aceasta spune că se transformă în cenușă când vine soarele. |         | |                 |                             |                    |                    |     |
| 50 | 29      | „Magicieni și Vampiri vs. Zombii” „Wizards & Vampires vs. Zombies”                                                                                           | Victor Gonzalez | Gigi McCreery Perry Rein    | 8 august 2009      | 28 octombrie 2010  | 228 |
| Justin îi promite Julietei o întâlnire de absolvire de neuitat. Dar când Alex organizeată o anti-promoție cu temă de zombii, Alex îi dă lui Max fluturași să îi trimită lui Justin, dar accidental îi trimite în lumea vrăjitorilor cu un act de permisiune a folosirii unui Inel Fără Frică. Totul se sfârștește cu zombii reali ajungând la bal. Între timp, Harper și Zeke merg la bal împreună. La balul de absolvire Justin îi cântă Julietei o serenadă și îi "cere prietenia". După toate acestea, Max, Alex, Harper, Justin, Zeke și Julieta încep să danseze cu zombii pentru a îi determine să plece. În finalul episodului, Justin și Julieta au un moment speial împreună, dansând. Epsiodul se sfârștește cu mult așteptatul sărut dintre Justin și Julieta. Notă: În acest episod, se face o referință la video-clipul lui Michael Jackson Thriller. De asemenea, Zeke face o referință la Irwin Allen, personajul din serialul science-fiction Pierdut în spațiu când spune "Feriți-vă, feriți-vă, Will Robinson!". Idea de bal de absolvire cu temă de zomii a fost menționată de Alex într-un episod trecut numit Jurnalul. Invitați speciali: Bridgit Mendler ca Julieta Van Heusen, Dan Benson ca Zeke. Co-invitați: Christopher Recupito Rossi ca zombi, Callie Carson ca fata zombi, Malia Dawkins ca victima balului zombi, Marcus Alexander Hart ca zombi-ul de la bal, Daniel Sykesa ca tipul de la bal. Absentă: Maria Canals Barrera ca Theresa Russo. |         | |                 |                             |                    |                    |     |
| 51 | 30      | „Retestare” „Retest” | Victor Gonzalez | Todd J. Greenwald           | 21 august 2009     | VFA                | 222 |
| Descrierea se va adauga după ce are loc premiera în România, pentru a nu dezvălui detalii ce pot dăuna audienței / profitului postului TV. |         | |                 |                             |                    |                    |     |